# Cachantún Cup 2008
Cachantún Cup 2008 — жіночий тенісний турнір, що проходив на відкритих кортах з ґрунтовим покриттям в Він'я-дель-Мар (Чилі). Це був перший за ліком і єдиний Cachantún Cup. Належав до турнірів 3-ї категорії в рамках Туру WTA 2008. Тривав з 11 до 17 лютого 2008 року. Флавія Пеннетта здобула титул в одиночному розряді.

## Переможниці та фіналістки

### Одиночний розряд
Флавія Пеннетта —  Клара Закопалова, 6–4, 5–4 знялася
- Для Пеннетти це був перший титул за сезон і п'ятий - за кар'єру.

### Парний розряд
Ліга Декмеєре /  Алісія Росольська —  Марія Коритцева /  Юлія Шруфф, 7–5, 6–3